# Рассветовское сельское поселение (Краснодарский край)
Рассветовское сельское поселение — муниципальное образование в Староминском районе Краснодарского края России.
В рамках административно-территориального устройства Краснодарского края ему соответствует Рассветовский сельский округ.
Административный центр — посёлок Рассвет.

## Население
| 2010  | 2012  | 2013  | 2014  | 2015  | 2016  | 2017  | 2018  | 2019  |
| ----- | ----- | ----- | ----- | ----- | ----- | ----- | ----- | ----- |
| 2747  | ↗2748 | ↗2778 | ↘2750 | ↘2744 | ↗2756 | ↘2745 | ↘2727 | ↘2715 |
| 2020  | 2021  | 2023  |       |       |       |       |       |       |
| ↗2738 | ↘2108 | ↘2097 |       |       |       |       |       |       |

## Населённые пункты
В состав сельского поселения (сельского округа) входят 6 населённых пунктов:
| № | Населённый пункт | Тип населённого пункта | Население (чел.) |
| - | ---------------- | ---------------------- | ---------------- |
| 1 | Рассвет          | посёлок                | ↗1377            |
| 2 | Восточный        | посёлок                | ↗286             |
| 3 | Дальний          | посёлок                | ↘231             |
| 4 | Заря             | посёлок                | ↘251             |
| 5 | Первомайский     | посёлок                | ↗457             |
| 6 | Придорожный      | посёлок                | →145             |